# Fernand Pouillon
Fernand Pouillon (* 14. Mai 1912 in Cancon, Département Lot-et-Garonne; † 24. Juli 1986 in Belcastel) war ein französischer Architekt, Städteplaner und Schriftsteller. Er gehört zu den Architekten, die am Wiederaufbau Frankreichs nach dem Zweiten Weltkrieg maßgeblich beteiligt waren. Er hat Bauten unter anderem in Marseille, Aix-en-Provence, im Großraum Paris, in Algerien und im Iran geplant und ausgeführt.

## Leben
Fernand Pouillon wurde 1912 in Cancon als Sohn eines Bauingenieurs geboren. Zunächst wollte er Maler werden und studierte ab 1929 an der École des Beaux-Arts in Marseille. Von 1932 bis 1934 studierte er Architektur in Paris. 1936 konstruierte er – als 22-Jähriger und ohne Diplom – in Aix-en-Provence seine erste Immobilie, was vor dem Vichy-Regime noch möglich war. Erst 1942 erhielt er sein Architekturdiplom. Bis 1944 verwirklichte er unter der Leitung von Eugène Beaudouin (1898–1983) Arbeiten für die Stadt Marseille.
Von 1944 bis 1953 war Pouillon mit seinem Partner René Egger aktiv am Wiederaufbau des alten Hafenviertels von Marseille beteiligt, das von der SS 1943 gesprengt worden war. Von 1944 bis 1947 war er Mitglied der Kommunistischen Partei. In den 1950er Jahren realisiert er viele öffentliche Gebäude in Aix-en-Provence, Marseille und in Französisch-Algerien.

Wohn- und Geschäftshäuser am Alten Hafen von Marseille von 1951–53 (Ansicht 2024)

1961 wurde er beauftragt, einen Komplex von Billigwohnungen im Außenbereich von Paris zu errichten. In diesem Projekt trat er als Unternehmer und als Architekt auf, was nach der damaligen Gesetzeslage illegal war. Pouillon wurde von der Konkurrenz angezeigt, sein Unternehmen wurde von der Staatsanwaltschaft überprüft, was zu seiner Verurteilung zu vier Jahren Haft führte. 
Nach acht Monaten Gefängnis begann er einen Hungerstreik, spielte den Schwererkrankten und wurde daraufhin in einen anderen, weniger gut bewachten Teil des Gefängnisses verlegt. Dort schmuggelte sein Bruder ein Seil ein, mit dessen Hilfe er aus einem Fenster entkommen konnte. Mit Hilfe seiner Freunde an der Sorbonne, die in die Fluchtpläne eingeweiht waren, entkam er, zunächst nach Fiesole in der Toskana, und von da aus nach Algerien.
Die Freundesgruppe an der Sorbonne sammelte inzwischen Entlastungsmaterial zu seinem Fall, um seine Unschuld zu beweisen. 1963 kehrte er nach Frankreich zurück und stellte sich dem Gericht. In einem aufsehenerregenden Prozess sprach ihn das Gericht von der Anklage frei, allerdings wurde er wegen seiner Flucht aus dem Gefängnis bestraft. 
Im Gefängnis verfasste er seinen einzigen Roman Singende Steine (Orig.: Les pierres sauvages), einen Tagebuchroman über den Bau des Zisterzienser-Klosters Le Thoronet aus der Sicht des Baumeisters Wilhelm Balz.
Die Jahre 1966 bis 1972 verbrachte er im freiwilligen Exil in Algerien, wo er als Architekt tätig war. In Algerien baute er Hotels, Verwaltungsgebäude, Postämter und Bauten für die Universitäten.
1968 veröffentlichte er unter dem Titel "Memoires d'un architecte" seine Erinnerungen.
Im Juni 1971 wurde er im Zuge einer Amnestie von Georges Pompidou begnadigt und 1980 wieder den Pariser Architektenverband (Ordre des Architectes de Paris) aufgenommen. 1984 kehrte er nach Frankreich zurück. 1985 ernannte ihn François Mitterrand zum Offizier der Ehrenlegion.
Pouillon war viermal verheiratet und hatte sechs Kinder. Er starb im Alter von 74 Jahren im Château de Belcastel und wurde auf seinen Wunsch auf dem Dorffriedhof anonym begraben.

## Werk
In Frankreich herrschte nach dem Krieg ein großer Mangel an Wohnungen.
Pouillons Ziel war es, qualitätvolle aber kostengünstige Wohnbauten zu errichten, die sich möglichst viele Menschen finanziell leisten konnten. Er behauptete, innerhalb von 200 Tagen und einem Budget von 200 Millionen Francs 200 Wohnungen bauen zu können. Dieses Projekt gelang. 1953 wurde er von der Stadt Algier beauftragt, ein vergleichbares Projekt zu wiederholen und dabei den lokalen Baustil zu berücksichtigen. Er schuf 1600 Wohneinheiten innerhalb eines Jahres. Dieses Projekt brachte ihm einen Anschlussauftrag im Iran ein.
1961 erhielt er den Auftrag zu einem Komplex von Billigwohnungen im Außenbereich von Paris, wo er als Unternehmer und als Architekt auftrat, was zu seiner Verurteilung und seinem freiwilligen Exil in Algerien führte.
Nach seiner Rückkehr aus dem Exil restaurierte er das völlig heruntergekommene Château de Belcastel in der Auvergne als seinen Wohnsitz. 1976 baute er ein Kloster in der Provence für algerische Nonnen, die nach der Unabhängigkeit Algeriens nach Frankreich zurückgekehrt waren. 1984 schuf er ein Zentrum für das Kulturministerium in der Nähe von Versailles und einen Verwaltungsbau für die Pariser Musikakademie. 

Pouillon war kein Freund von Betonbauten, er bevorzugte stattdessen Natursteine, Stahl, Glas, Keramik und Holz. In seine Überbauungen integrierte er Gartenanlagen, Wasserbecken und Springbrunnen, die von Bildhauern wie Jean Amado (1922–1995) entworfen wurden.

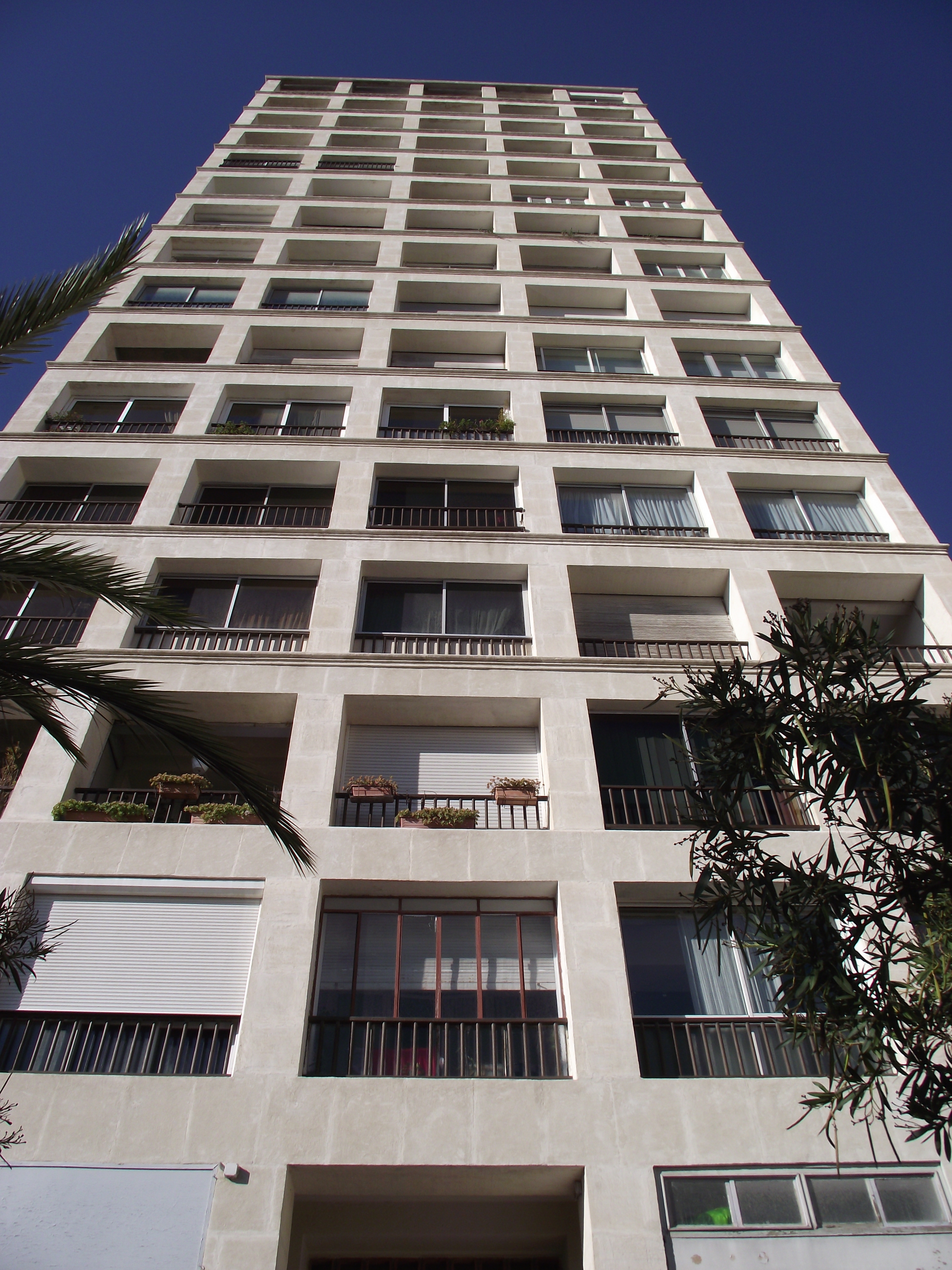
Wohnsiedlung La Tourette in Marseille von 1949–53
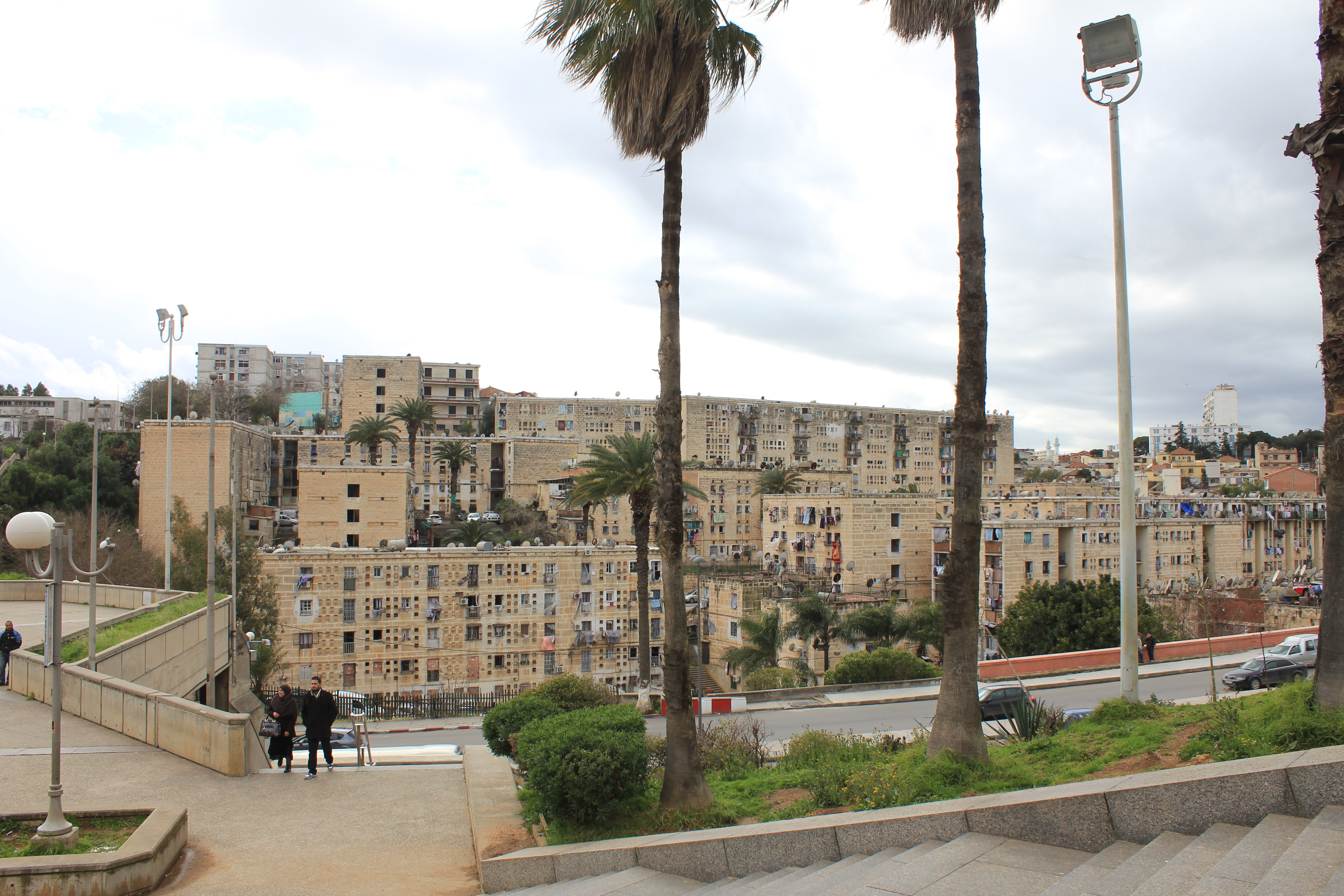
Wohnsiedlung Diar El Mahçoul in Algier von 1953
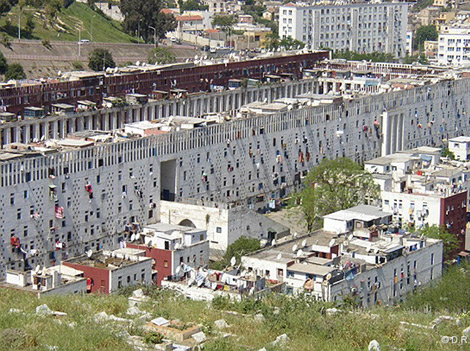
Wohnsiedlung Climat de France in Algier von 1954
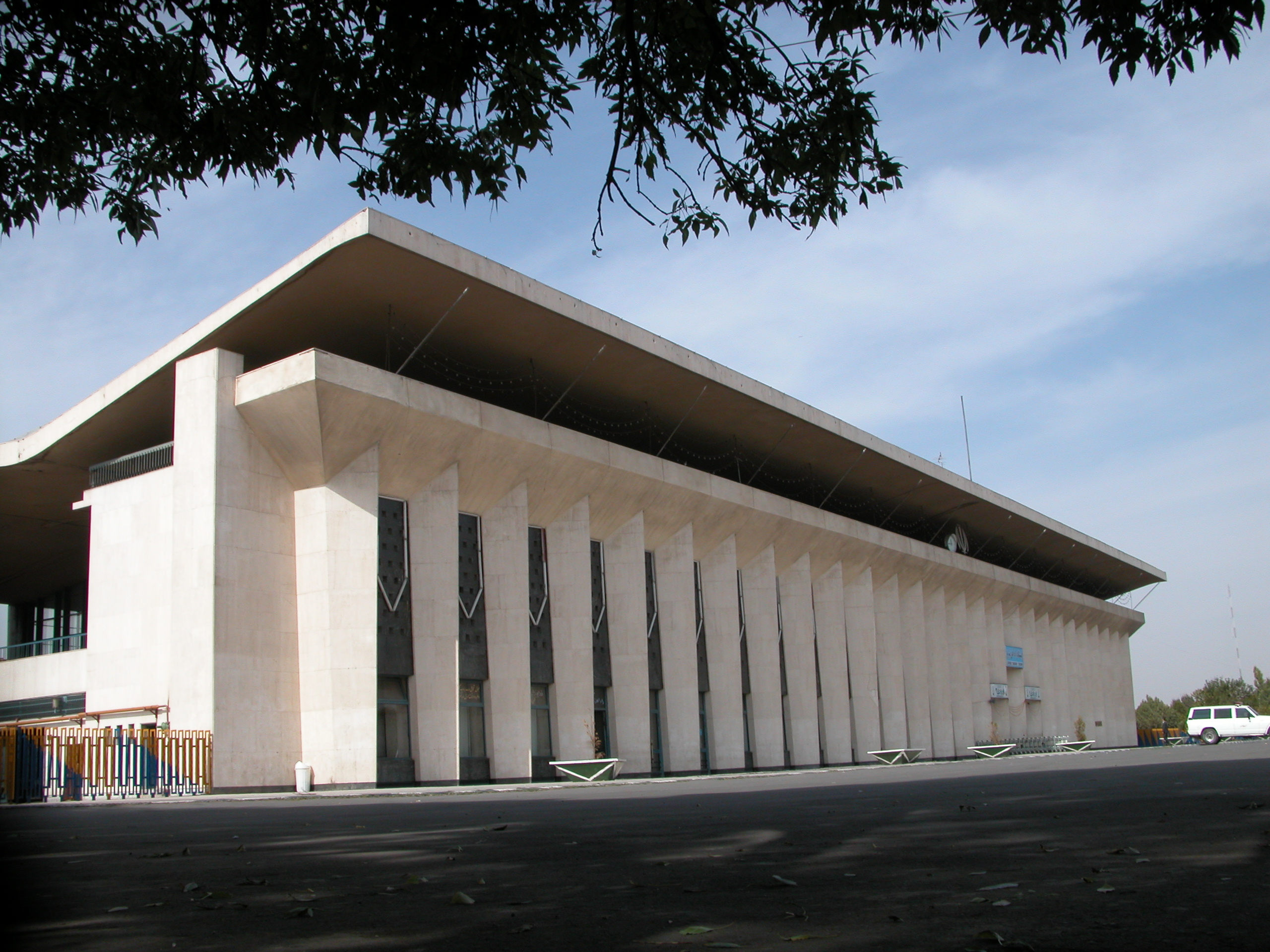
Bahnhof in Täbris von 1954–64
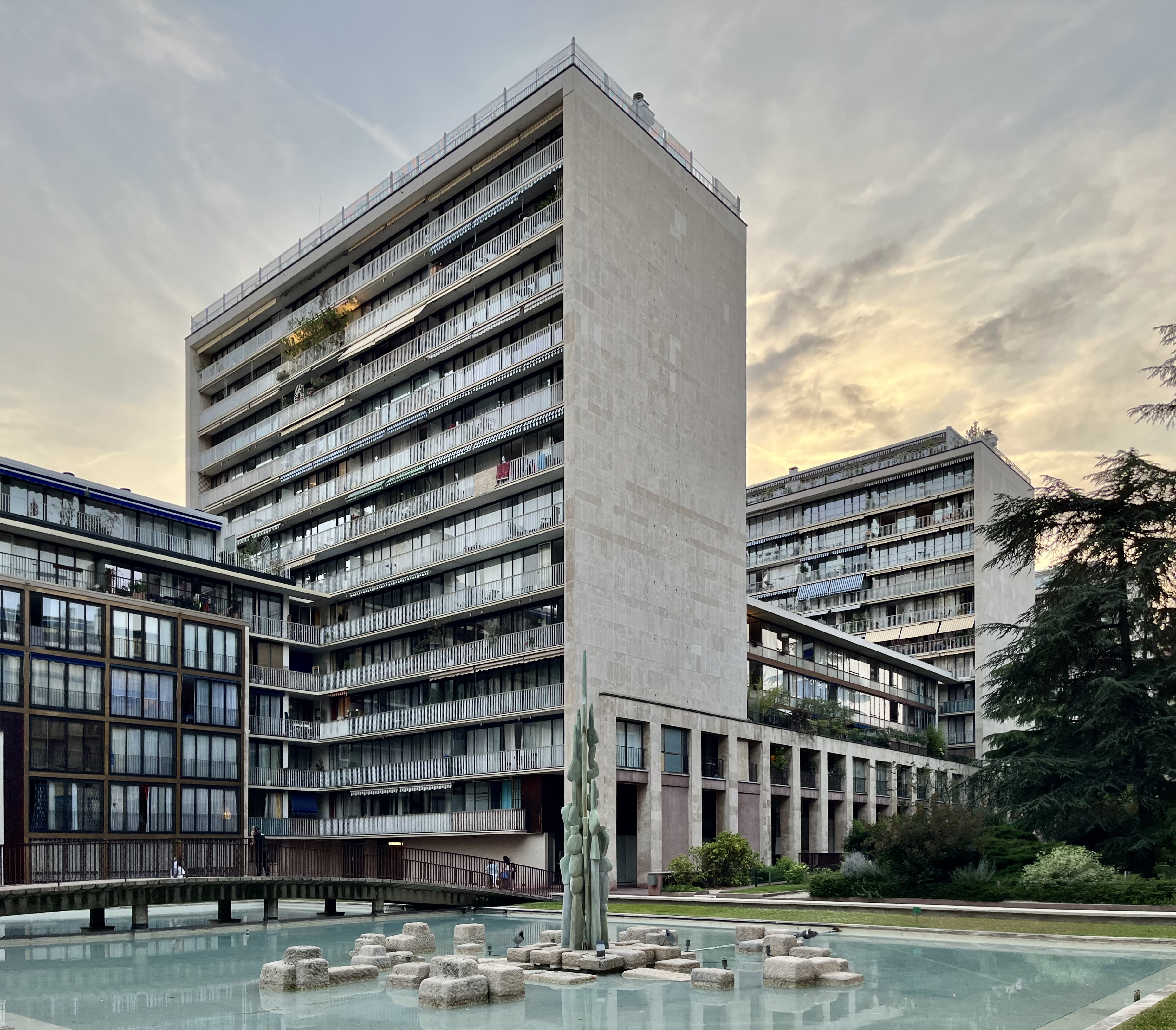
Wohnsiedlung Le Point du Jour in Boulogne-Billancourt von 1958
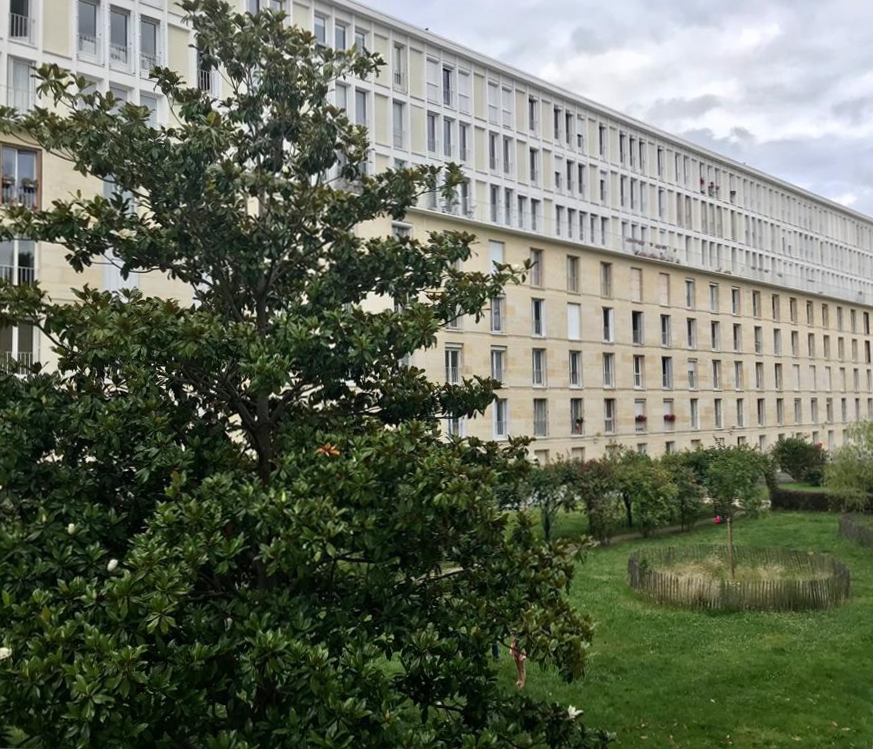
Résidence Stade Buffalo in Montrouge von 1958
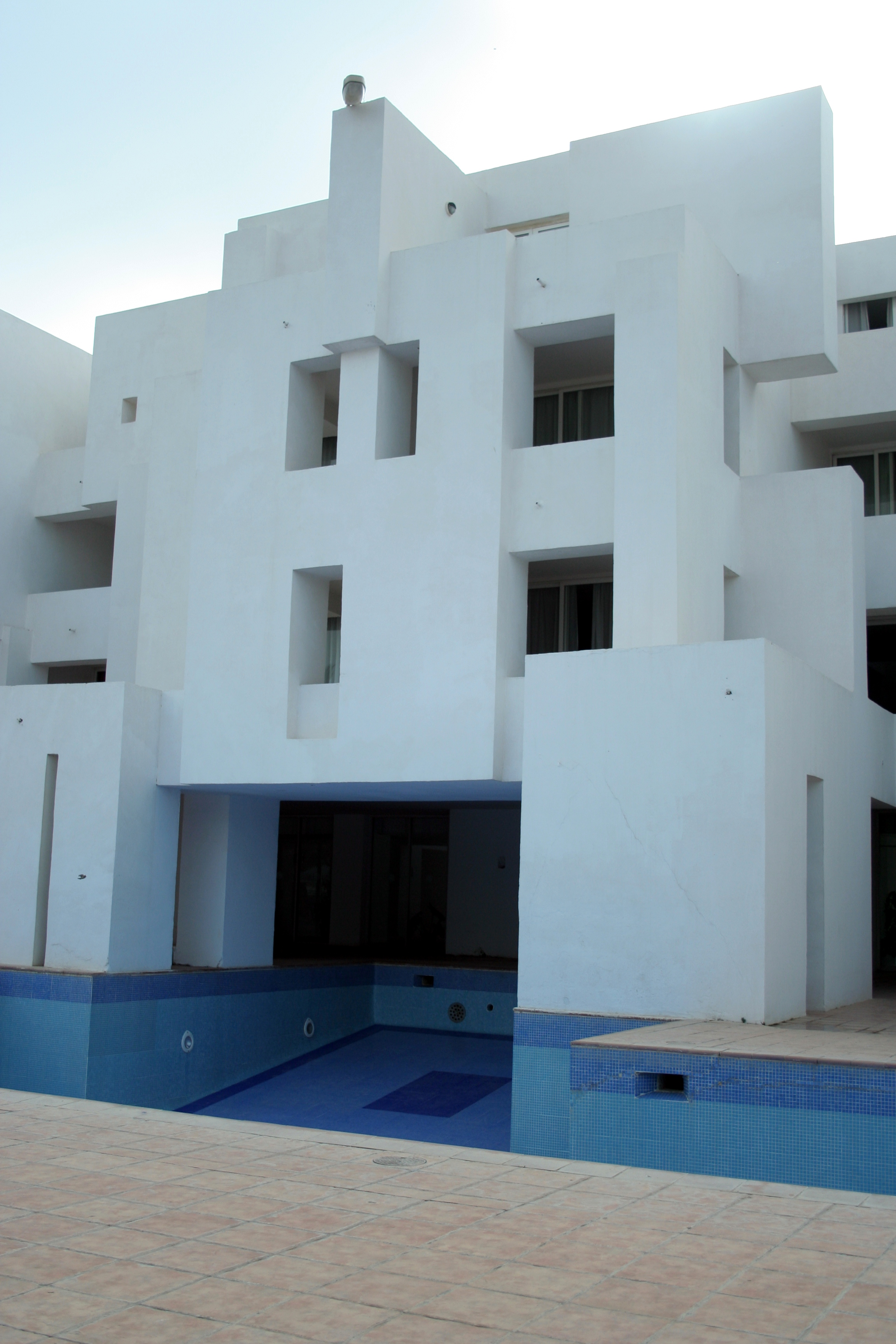
Hotel El Marsa in Sidi Fredj, Algerien

## Ehrungen
Mehrere seiner Bauten, darunter La Tourette in Marseille und Le Parc in Meudon-la-Forêt, wurden vom französischen Kulturministerium mit dem Label Patrimoine du XXe siècle ausgezeichnet.
2008 wurde Pouillon postum von dem algerischen Tourismusminister Cherif Rahmani für sein Gesamtwerk in Algerien in der Zeit von 1964 bis 1984 ausgezeichnet.
Für seinen Roman Singende Steine erhielt er 1965 den Prix des Deux Magots.

## Bauten

### Frühwerk (1934–45)
- 1934: Palais Albert 1er, 30 Wohnungen und zwei Geschäfte, Aix-en-Provence (Lage)
- 1935: Palais Victor Hugo, 28 Wohnungen, Aix-en-Provence (Lage)
- 1936: Groupe Corderie, 40 Wohnungen, Marseille (Lage)
- 1937: Groupe Obélisque, 36 Wohnungen, Marseille (Lage)
- 1938: Immeuble Mondovi, 18 Wohnungen, Marseille (Lage)
- 1938–43: Villa du docteur Bernard, Marseille
- 1938–43: Villa de M. Magallon, Marseille
- 1938–43: Villa de M. Teissier, Marseille
- 1938–43: Villa de N. Terracole, Marseille
- 1938–43: Villa de M. Falconetti, Cabriès
- 1939: Groupe „Résidence“, 36 Wohnungen, Marseille
- 1943: Hôtel particulier de M. Columeau, Marseille
- 1943: Restaurierung des Immeuble 38 rue Longue des Capucins
- 1945: Umbau des Geschäfts „Dames de France“ für den US-amerikanischen Stützpunkt, Marseille
- 1945: Camp du Grand Arénas, provisorische Unterkunft für Gefangene, Deportierte und Flüchtlinge, Marseille
- 1945: Zentrum für die Rückführung von Gefangenen an den Grenzen, Marseille

### Zeit in Frankreich (1945–65)
- 1946: Regionales Zentrum für Leibeserziehung und Sport CREPS, Aix-en-Provence (Lage)
- 1946–47: Cité-jardin Casablanca à Biver, 21 Wohnungen, Gardanne
- 1947: Städtisches Stadion, Aix-en-Provence (Lage)
- 1948: Fabrik Nestlé, Saint-Menet, Marseille
- 1948: Marine-Sanitätsstation, Marseille
- 1948: Sanierung des Mas d’Entremont, Célony, Aix-en-Provence
- 1948: Villa du docteur Latil, Aix-en-Provence
- 1949–52: Hôtel de police („L’Evêché“), Marseille (Lage)
- 1949–53: Wohn- und Geschäftshaus an der Canebière, Marseille (Lage)
- 1949–53 (mit René Egger): La Tourette, Wohn- und Geschäftshäuser mit Garagen, 260 Wohnungen, Marseille (Lage)
- 1950: Wiederaufbau des Badeortes Sablettes, 150 Wohnungen, Geschäfte und ein Hotel, La Seyne-sur-Mer
- 1950: Büros, Wohnungen des Gärtners und Atelier, Steinbruch von Fontvieille
- 1950: Atelier des Malers Marchutz, Aix-en-Provence
- 1950–51: Villa für den Bürgermeister Henri Mouret, Aix-en-Provence
- 1950–52: Sanierung und Umbau für Dienstwohnungen des Hôtel d’Espagnet, Aix-en-Provence
- 1950–58: Universitätsbibliothek Saint-Charles, Marseille (Lage)
- 1951: Wohn- und Geschäftshaus Rue Méry, Marseille
- 1951–53 (mit André Devin, André Leconte, Auguste Perret): Wohn- und Geschäftshäuser am Alten Hafen, 350 Wohnungen, Marseille (Lage)
- 1951–55: Außenraumgestaltung im Quartier du Vieux-Port
- 1951–53: „Deux-cent-logements“ am Cours des Alpes, Aix-en-Provence
- 1952: Fertigstellung des Baus der Rechtsfakultät, Aix-en-Provence
- 1952: Universitätsbibliothek, Aix-en-Provence
- 1952: Villa La Brullanne (Wohnhaus der Familie Pouillon), Aix-en-Provence
- 1952: Lycée Colbert, Marseille
- 1953: Atelier des Malers André Masson, Aix-en-Provence
- 1953: Cité Administrative, Avignon
- 1953–56: Résidece Baille, Wohnungen und Geschäfte, Marseille
- 1953–56: Flughafen, Marignane
- 1953–54: Doppelhaus Barthélemy und X., Cassis
- 1953: Diar Es Saada, 800 Wohnungen, Algier
- 1953–54: Diar El Mahçoul, 1800 Wohnungen, Seilbahn und Kirche Saint-Jean-Baptiste, Algier (Lage)
- 1953: Restauration und Umbau der Villa des Arcades, Algier
- 1954: Climat de France, 3500 Wohnungen, Algier
- 1954: Jungen- und Mädchenschule in Diar Es Saada, Algier
- 1954–55?: Siedlung mit 800 Wohnungen, El Karma, Algerien
- 1954–58: Militärsiedlung für 8000 Einwohner, Magharé, Iran
- 1954–58: Militärsiedlung für 8000 Einwohner, Shahabad, Iran
- 1954–62: Gebäude des Generalstab, Teheran
- 1954–62: Institut für Geographie, Teheran
- 1954–64: Bahnhof in Machad, Iran
- 1954–64: Bahnhof in Täbris
- 1955–56: Cité universitaire les Gazelles, 500 Betten, Aix-en-Provence
- 1955–61: Cité La Crois des Oiseaux, etwa 800 Wohnungen, Avignon
- 1955: Villa des Admiral Jubelin, Sanary-sur-Mer
- 1956: Wiederaufbau und Neugestaltung des Quartier du Vieux-Port, Bastia (teilweise realisiert)
- 1957: Städtisches Stadion, Überdachung der Tribünen (abgerissen)
- 1957: Résidence le Parc, 2635 Wohnungen und Geschäftszentrum, Meudon
- 1957: Immeuble Charzola, 93 Wohnungen, Paris
- 1957: Eigenes Apartment, 47 avenue de Friedland, Paris
- 1957: Résidence Victor Hugo, 282 Wohnungen und Geschäfte, Pantin (Lage)
- 1957: Résidence du Fort, 52 Wohnungen, Romainville
- 1957: Résidence Anatole France, 110 Wohnungen, Pantin & Romainville
- 1957: Ferienhaus, Val-d’Isère
- 1958: Le Point du Jour, 2260 Wohnungen und Versorgungseinrichtungen, Boulogne-Billancourt (Lage)
- 1958: Résidence Stade Buffalo, 466 Wohnungen und Geschäfte, Montrouge
- 1958: Apartment am Boulevard Suchet, Paris
- 1959: Hôtel des Ursins, Wohnung von F. Pouillon, Paris
- 1959: Apartment für M. Junot, Paris
- 1959: Résidence Jules Ferry, 60 Wohnungen mit Tiefgarage, Montrouge
- 1960: Résidence du Quai, 135 Wohnungen mit Ladenpassage, Boulogne-Billancourt
- um 1960: Hotel und Restaurant Baumanière, la Cabro d’Or, Les Baux-de-Provence
- 1962: Einfamilienhäuser Domaine de Lanruen (teilweise realisiert)
- 1964: Städtebaulicher Entwurf der neuen Stadt, Créteil
- 1964: Restaurierung eines Herrenhauses, Saint-Léger-en-Yvelines

### Exil in Algerien (1966–)
- 1966: Touristische Erschließung der algerischen Küste (teilweise realisiert)
- 1966: Restauration und Erweiterung der Villa des Arcades, Algier
- 1966: Diar El Mahçoul, Umbau der Kirche zu einer Moschee, Algier
- 1966: Hôtel Le Caîd, 400 Betten, Bou Saâda
- 1966: Hôtel Marhaba, 300 Betten, Laghouat
- 1966: Hôtel El Minzah, 300 Betten, Moretti, Algerien
- 1966: Thermalbad und Hotel in Saïda
- 1966: Wilaya (Präfektur) in Tlemcen

## Schriften
- Les pierres sauvages. Paris: Du Seuil 1964. ISBN 2-02001023-2
Deutsche Übersetzung: Singende Steine. Die Aufzeichnungen des Wilhelm Balz. Aus d. Franz. von Gudrun Trieb. Edition Tertium, Ostfildern 1999, ISBN 3-930717-31-X.
Englische Übersetzung: The stones of the Abbey. Harcourt, Brace & World, New York 1970.
- Mémoires d'un architecte. Paris: Du Seuil. 1968.
- Les Baux de Provence ce recueil monumental comprend monographie, vues d'ensemble du site releves de l'eglise, des batiments, des environs, ainsi que les details d'ornement.Paris: De Nobele 1973.
Ein Folioband mit 58 teils ausklappbaren Bildtafeln, gedruckt in einer limitierten Auflage von 250 Stück.
- Mon ambition. Textes présentés et choisis par Bernard Marrey. Paris: Du Linteau 2011.
Eine Auswahl aus seinen Schriften.